# John Davies (Erzbischof)
John Davies (* 6. Februar 1953 in Newport, Wales) ist ein britischer anglikanischer Geistlicher. Von 2017 bis 2021 amtierte er als Erzbischof der Church in Wales.

## Leben
Davies besuchte die Bassaleg Grammar School. Dann studierte er Rechtswissenschaften an der University of Southampton und war zunächst als Rechtsanwalt in Wales tätig. Ab 1982 studierte er anglikanische Theologie am St. Michael’s College in Llandaff und an der University of Wales. 1984 wurde er zum anglikanischen Diakon und 1985 zum anglikanischen Priester geweiht. Von 2000 bis 2008 war er Dean von Brecon. Im Januar 2008 wurde Davies zum Bischof der Diözese Swansea und Brecon gewählt und am 2. Mai zum Bischof geweiht. Als Nachfolger von Barry Morgan wurde Davies im September 2017 zum Erzbischof der Church in Wales gewählt. Er übte dieses Amt zusätzlich zu dem des Diözesanbischofs aus, bis er zum 2. Mai 2021 aus Altersgründen von beiden zurücktrat.
Davies ist verheiratet und hat zwei Kinder.